# Amtsgericht Kahla
Das Amtsgericht Kahla war ein von 1879 bis 1949 bestehendes Amtsgericht der ordentlichen Gerichtsbarkeit mit Sitz in der thüringischen Stadt Kahla.

## Geschichte
Anlässlich der Einführung des Gerichtsverfassungsgesetzes am 1. Oktober 1879 wurde im Herzogtum Sachsen-Altenburg ein Amtsgericht zu Kahla errichtet, dessen Sprengel aus dem Bezirk des vorhergehenden Gerichtsamtes Kahla geschaffen wurde und folglich die Städte Kahla und Orlamünde (mit Naschhausen und Winzerla) als auch die Dörfer Altenberga, Altendorf, Ammelstädt, Beutelsdorf, Bibra, Dienstädt, Dorndorf, Drößnitz (mit Pfarrkeßlar), Dürrengleina, Eichenberg, Engerda, Etzelbach, Freienorla (mit Pritschroda), Geunitz, Greuda, Großbockedra, Großeutersdorf, Großkröbitz, Großpürschütz, Gumperda, Heilingen, Hummelshain, Jägersdorf, Keßlar, Kleinbockedra, Kleinbucha (mit Martinsroda), Kleineutersdorf, Kleinkochberg, Kleinpürschütz, Kolkwitz, Kuhfraß, Langenorla, Lindig, Löbschütz, Magersdorf, Meckfeld, Mötzelbach, Neusitz, Niederkrossen, Oberbodnitz, Obergneus, Oberhasel, Oberkrossen (mit Kleinkrossen), Oelknitz, Partschefeld, Plinz, Reinstädt, Rodias, Röbschütz, Röttelmisch, Rückersdorf, Saalthal, Schirnewitz, Schmieden (mit Spaal), Schmölln, Schöps, Schweinitz, Seitenbrück, Seitenroda (mit Leuchtenburg), Trockenborn (mit Wolfersdorf), Uhlstädt, Unterbodnitz, Untergneus, Zeutsch, Zimmritz, Zwabitz und Zweifelbach enthielt.
Bei der nach Bildung des Landes Thüringen nötig gewordenen Justizreform wurde der Amtsgerichtsbezirk Kahla am 1. Oktober 1923 stark verkleinert. Die Orte Ammelstädt, Beutelsdorf, Dorndorf, Engerda, Etzelbach, Heilingen, Kleinkochberg, Kolkwitz, Kuhfraß, Mötzelbach, Neusitz, Niederkrossen, Oberhasel, Oberkrossen (mit Kleinkrossen), Partschefeld, Röbschütz, Rückersdorf, Schmieden (mit Spaal), Uhlstädt und Zeutsch kamen zum Amtsgericht Rudolstadt, Groß- und Kleinbockedra, Ober- und Untergneus sowie Trockenborn (mit Wolfersdorf) wurden dem Amtsgericht Roda zugeteilt, Keßlar und Meckfeld gingen ans Amtsgericht Blankenhain, Langenorla und Schweinitz wurden dem Amtsgerichtsbezirk Pößneck angegliedert und Saalthal wurde dem Amtsgericht Saalfeld zugewiesen. Einzig die vorher zum Amtsgerichtsbezirk Saalfeld zählenden Orte Kleinkröbitz, Milda sowie der vom Amtsgerichtsbezirk Blankenhain stammende Ort Wittersroda konnten zugelegt werden. Vom 1. Januar 1924 bis zum 1. Januar 1925 gehörte dazu noch Oelknitz zum Amtsgerichtsbezirk Jena.
Übergeordnete Instanz war zunächst das Landgericht Altenburg, dann vom 1. Oktober 1923 bis zum 1. September 1949 das Landgericht Rudolstadt und schließlich noch einen Monat lang das Landgericht Gera.
Mit dem 1. Oktober 1949 wurden das Amtsgericht Kahla aufgehoben und dessen gesamter Bezirk dem Amtsgericht Jena zugewiesen.